# Soldatenfriedhof Jerablur

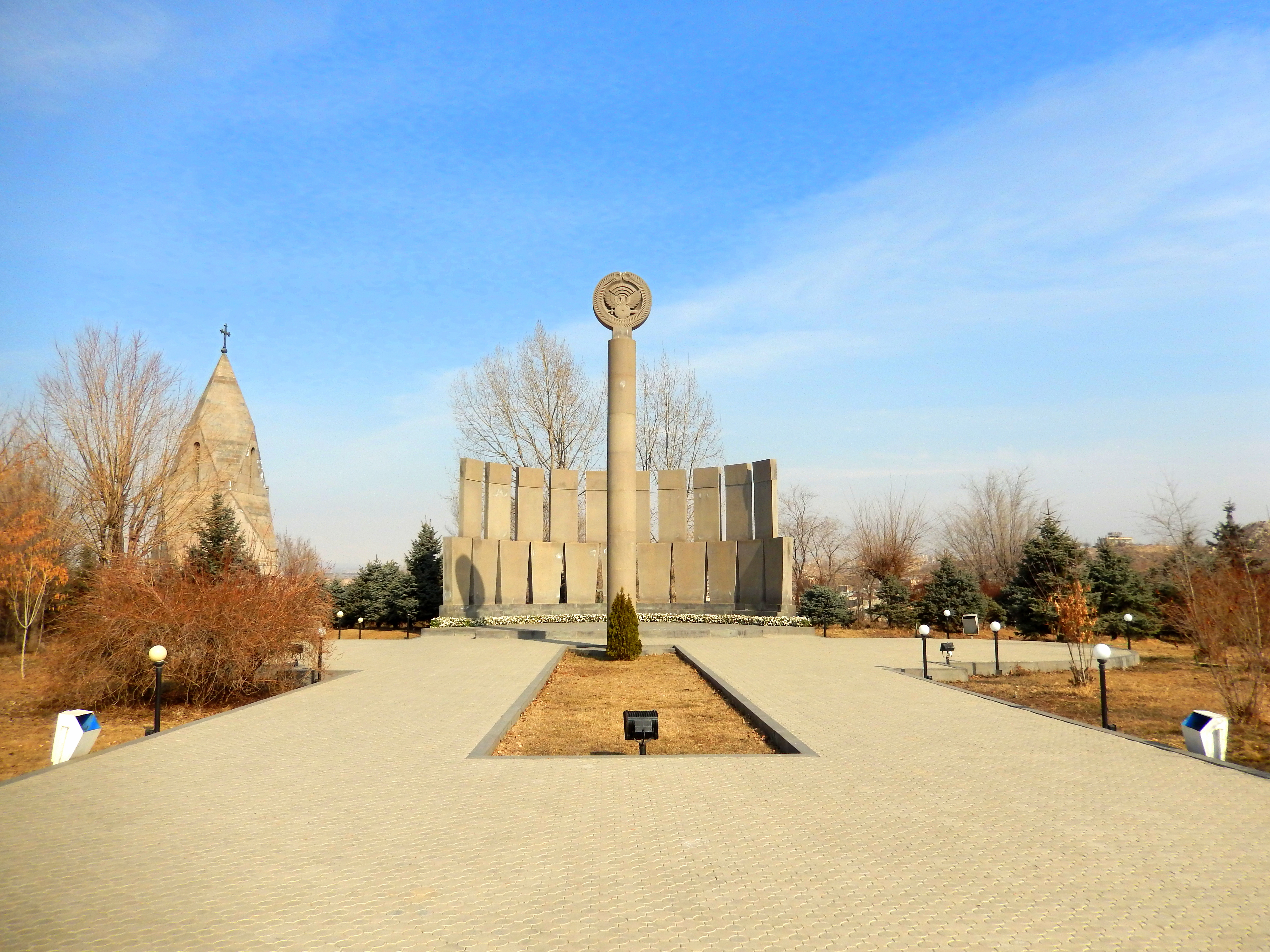
Soldatenfriedhof Yerablur

Der Militärfriedhof Yerablur ist ein Soldatenfriedhof in der armenischen Hauptstadt Jerewan. In Armenien wird der Friedhof auch Heldenfriedhof genannt. Der Friedhof wurde im Mai 1992 errichtet und dient als zentraler Bestattungsplatz, getöteter Angehöriger der armenischen Streitkräfte. Hauptsächlich wurden hier Soldaten beerdigt, die im Bergkarabachkonflikt zwischen Armenien und Aserbaidschan ums Leben kamen.

## Persönlichkeiten, die hier beerdigt sind
- Monte Melkonian
- Garo Kahkedschijan
- Wasken Sarkissjan
- Andranik Ozanian
- Gurgen Margaryan (Armenischer Offizier der 2004 in Ungarn von Ramil Səfərov ermordet wurde)
- Kurken Yanikian